# Pinselbüschelalge

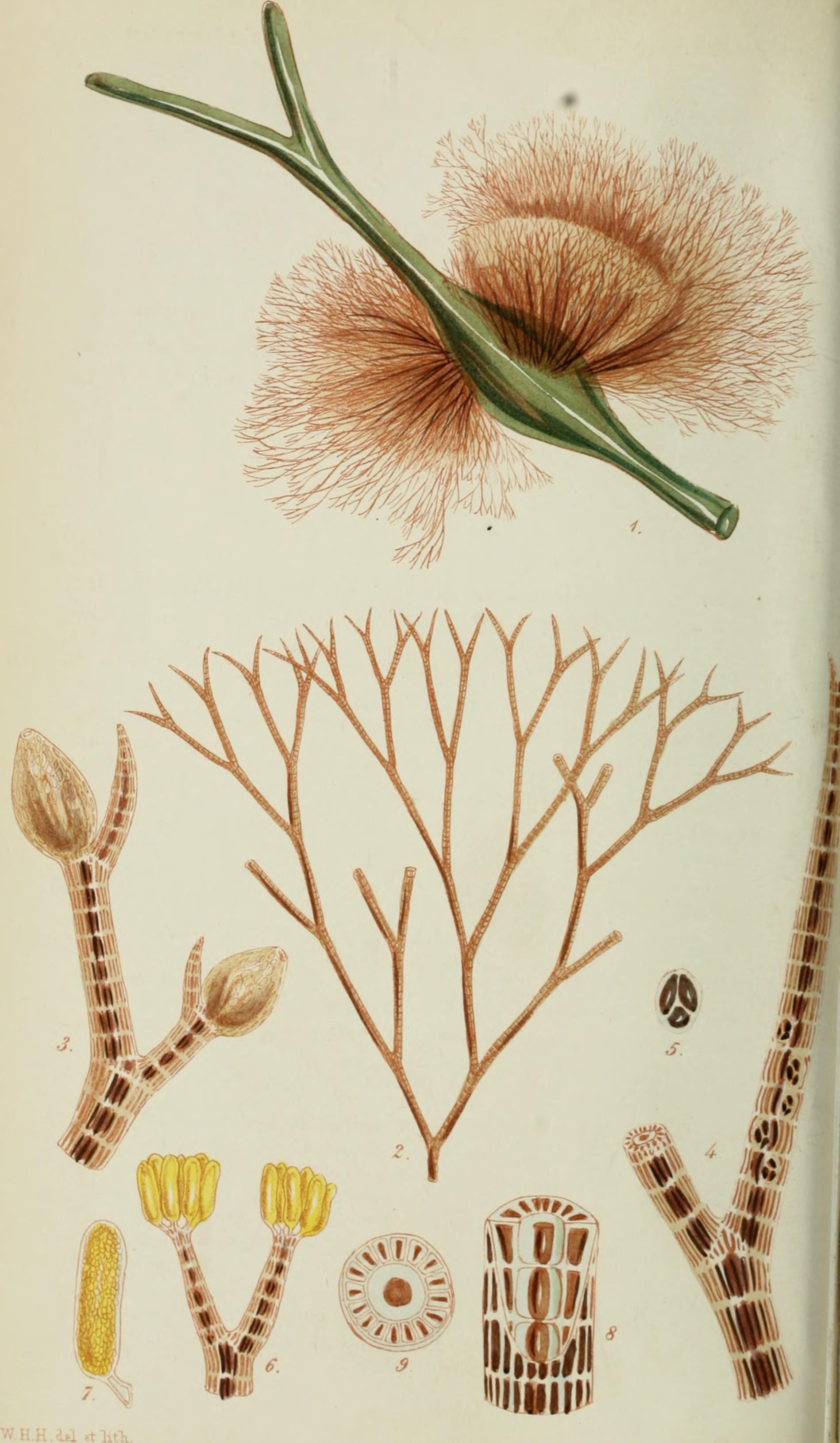
Pinselbüschelalge, Illustration

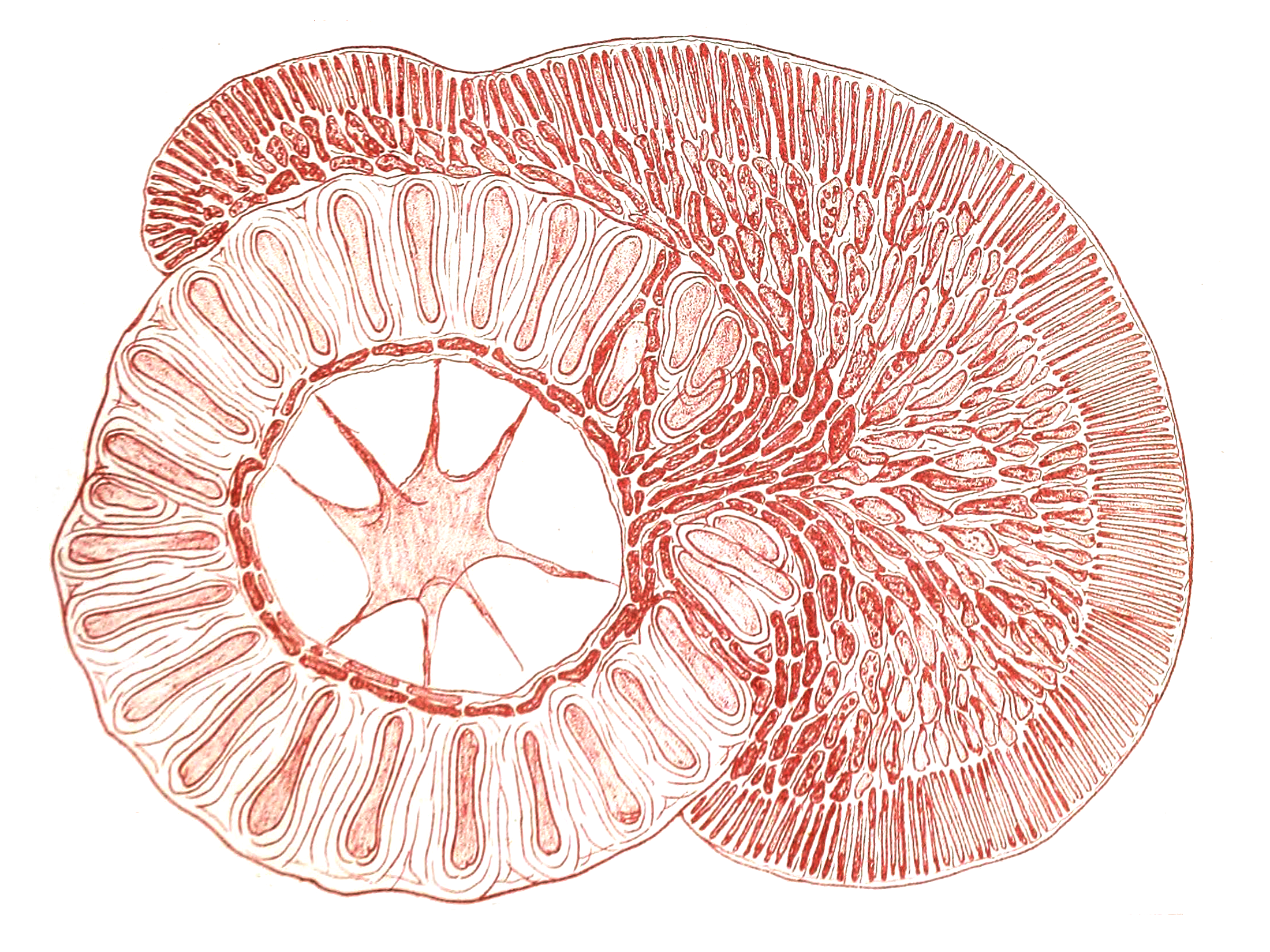
Querschnitt der Pinselbüschelalge mit der parasitischen Rotalge Choreocolax polysiphoniae (rechts und oben)

Die Pinselbüschelalge (Vertebrata lanosa) ist eine Art der Rotalgen, die als Epiphyt auf dem Knotentang wächst. Sie ist im Nordatlantik weit verbreitet und kommt auch bei Helgoland vor. Der Algenextrakt wird für Gesundheits- und Schönheitsprodukte verwendet.

## Beschreibung
Die Pinselbüschelalge ist als obligater Epiphyt auf und in dem Wirtstang mit wurzelartigen Rhizoiden befestigt. Sie bildet dunkel-braunrote, halbkugelförmige, knorpelig-steife Büschel von 3 bis 7 Zentimeter Höhe. Der zylindrisch-fädige Thallus verzweigt sich reichlich nahezu gabelig. Die Enden der Ästchen sind zugespitzt und gabelig. Im Querschnitt ist die große zentrale Siphonalzelle von 12–24 Randzellen umgeben, eine Rindenschicht fehlt.

## Ökologie
Die Pinselbüschelalge ist häufig infiziert mit der winzigen, nahezu farblosen parasitischen Rotalge Choreocolax polysiphoniae, welche ebenfalls zur Familie Rhodomelaceae gehört und somit recht nahe verwandt ist.

## Vorkommen
Die Pinselbüschelalge ist an den Küsten des Nord- und Nordost-Atlantik von Island bis Spanien sowie in der Nordsee weit verbreitet. Auch an der Atlantikküste von Nordamerika kommt sie vor. In der Nordsee wurde sie unter anderem bei Helgoland nachgewiesen.
Die Pinselbüschelalge gedeiht nur als Epiphyt auf größeren Algen, vor allem auf dem Knotentang (Ascophyllum nodosum), selten auch auf Blasentang (Fucus vesiculosus). Sie wächst nie direkt auf Fels; scheinbar auf Stein siedelnde Exemplare entspringen bei genauer Betrachtung stets den Resten alter Tangstiele.

## Systematik
Die wissenschaftliche Erstbeschreibung erfolgte 1767 durch Carl von Linné unter dem Namen Fucus lanosus (In: Systema naturae II, S. 718). 1931 wurde sie als Polysiphonia lanosa einer anderen Gattung zugeordnet.
Tyge Ahrengot Christensen stellte sie 1967 in die Gattung Vertebrata.
Synonyme sind Ceramium fastigiatum Roth, Conferva omissa Gunnerus, Fucus lanosus L., Hutchinsia fastigiata (Roth) C.Agardh, Polysiphonia fastigiata (Roth) Greville, Polysiphonia lanosa (L.) Tandy und Vertebrata fastigiata S.F.Gray.

## Nutzung
Die Pinselbüschelalge enthält mehrere Bromphenole, die als starke zelluläre Antioxidantien wirken. Außerdem besitzt sie tumorhemmende Eigenschaften. Der Algenextrakt wird in zahlreichen Gesundheits- und Schönheitsprodukten eingesetzt.
Aufgrund ihres Geschmacks wird sie auch als Trüffelalge gehandelt und findet kulinarische Verwendung.
Die Algen werden entweder bei Ebbe direkt von Hand geerntet oder fallen als Nebenprodukt bei der Ernte von Knotentang an.